# النهر الذهبي
النهر الذهبي (بالإنجليزية: The Golden River)‏ هو كتاب قصص مصورة كتبه ورسمه كارل باركس في سنة 1957 ونُشر لأول مرة في سنة 1958. في #22 من أنكل سكروتش (ديل كوميكس، يونيو 1958). وهو مبني بعض الشيء على الحكاية الخرافية ملك النهر الذهبي لچون راسكن.

## وصلات خارجية
- The Golden River in Carl Barks guidebook